# 孫文學院
孫文學院，為新黨設在中華民國台北市的政黨訓練組織。新黨在2001年立法委員選舉敗選後，痛思改造，轉型為剛性政黨，於2002年成立孫文學院
，請學者、專家，針對文化、教育、政治、軍事、法律、經濟、外交、兩岸等各項議題進行專題講座。

## 外部連結
- 孫文學校官方網站（页面存档备份，存于） （繁體中文）